# Grade, England
Grade är en by i civil parish Grade-Ruan, i distriktet Cornwall, i grevskapet Cornwall i England. Byn är belägen 20 km från Falmouth. Grade var en civil parish fram till 1934 när blev den en del av Grade Ruan. Civil parish hade 300 invånare år 1931.